# Лопатка (Красноярский край)
Лопатка — деревня в Ужурском районе Красноярского края России. Входит в состав Ильинского сельсовета.

## География
Посёлок расположен в 24 км к югу от районного центра Ужур.

## Население
| 2010 |
| ---- |
| 143  |